# John W. Bricker
John William Bricker (Mount Sterling, 6 settembre 1893 – Columbus, 22 marzo 1986) è stato un politico statunitense, membro del Partito Repubblicano.
È stato senatore per lo stato dell'Ohio dal 1947 al 1959 e governatore dello stesso stato dal 1939 al 1945.
Fu indicato da Thomas Dewey come candidato vicepresidente degli Stati Uniti in vista delle presidenziali del 1944, ma insieme furono poi sconfitti dal duo formato da Franklin D. Roosevelt e Harry Truman.